# IPhoto
iPhoto — программа, созданная Apple Inc. и работающая под управлением Mac OS X или iOS. Она входила в программный пакет iLife, который предоставлялся бесплатно пользователю при покупке нового компьютера Macintosh. Пользователи iOS приобретали программу в App Store за 4,99 $. iPhoto предназначалась для импорта, организации, редактирования, распечатывания и публикации цифровых фотографий.
27 июня 2014 года Apple объявила, что прекращает разработку iPhoto и работает над переходом к новому приложению Фото. В апреле 2015 года Apple включила приложение Фото в версию 10.10.3 своей операционной системы OS X.

## О программе
iPhoto расширяет возможности работы с фотографиями: теперь найти, отсортировать и по-новому взглянуть на любимые снимки стало ещё проще. Мощные, но простые в использовании инструменты редактирования помогут превратить хорошие снимки в великолепные. Публикуйте фотографии прямо в Facebook, Flickr, Twitter и Сообщения. iPhoto также работает с iCloud, поэтому фотографии, которые Вы делаете на устройствах с iOS, автоматически появляются в iPhoto, и Вы можете поделиться выбранными фотографиями с друзьями и близкими, пользуясь функцией «Общий доступ к фото iCloud». Можно также легко и быстро создавать фотоальбомы профессионального качества, календари и открытки с тиснением.

### Общий доступ к фото iCloud
- Публикуйте фотографии и видео в общих фотопотоках других пользователей и создавайте собственные фотопотоки, чтобы делиться ими с друзьями и близкими.
- Просматривайте фотографии и видео, добавляйте комментарии, оставляйте отметки «нравится» в любых общих фотопотоках.
- Функция «Мой фотопоток» позволяет просматривать и автоматически импортировать фотографии, которые Вы недавно сняли на своих устройствах с iOS.
- Новые импортированные фотографии автоматически отправляются на все Ваши устройства с iOS через «Мой фотопоток».

### Интеграция с Facebook
- Публикуйте фотографии с комментариями в Хронике или альбомах Facebook.
- Просматривайте комментарии друзей к фотографиям и отвечайте на них прямо в iPhoto.
- Поддержка нескольких учетных записей Facebook.

### Сообщения электронной почты с фотографиями
- Десять тем, разработанных Apple.
- Поддержка всех основных почтовых служб.
- Добавление фотографий к письмам одним нажатием.
- История отправки фотографий.

### Слайд-шоу
- Двенадцать тем, в том числе «Праздничная композиция», «Отражения» и «Места».
- В теме «Места» используется информация о местах съёмки.
- В темы включены легко узнаваемые мелодии.
- Экспорт напрямую в iTunes для синхронизации.

### Фотоальбомы
- Динамический браузер тем в виде поворотного меню.
- Предварительный просмотр тем с Вашими фотографиями.
- Тип, размер и цвет книги можно изменить одним нажатием.
- Макеты на две страницы и в полный разворот, идеально подходящие для панорамных снимков.

### Печать открыток
- Качественная печать с тиснением на бумаге высшего сорта.
- 31 тема с подходящими по стилю конвертами.
- Возможность использовать Ваши фотографии и текст.
- Различные варианты открыток для дней рождения, свадеб и других праздников.

### Совместимость с Aperture
- Объединенная медиатека для iPhoto и Aperture (версии 3.3 или новее) позволяет легко переключаться между двумя программами.
- События, лица и места, альбомы и публикация в Сети — в любой из двух программ.

Услуги печати iPhoto доступны в США, Канаде, Японии и некоторых странах Европы и Азиатско-Тихоокеанского региона.
Для использования некоторых функций и услуг сторонних разработчиков требуется доступ к Интернету и iCloud; может взиматься дополнительная плата; может требоваться соблюдение дополнительных условий. Услуга iCloud доступна пользователям старше 13 лет.
Услуги сторонних разработчиков могут быть доступны не на всех языках и не во всех странах. Для использования таких услуг требуется доступ к Интернету; может также требоваться принятие дополнительных условий.

## Хронология версий

### OS X
| Версия       | iLife     | Дата             | OS X           | Чип            |
| ------------ | --------- | ---------------- | -------------- | -------------- |
| iPhoto 1     | -         | 7 января, 2002   | 10.1           | PowerPC        |
| iPhoto 2     | iLife     | 3 января, 2003   | 10.1           | PowerPC        |
| iPhoto 4     | iLife '04 | 6 января, 2004   | 10.2.6         | PowerPC        |
| iPhoto 5     | iLife '05 | 11 января, 2005  | 10.3.4         | PowerPC        |
| iPhoto 6     | iLife '06 | 10 января, 2006  | 10.4.3         | Universal      |
| iPhoto 7     | iLife '08 | 7 августа, 2007  | 10.4.9         | Universal      |
| iPhoto 8     | iLife '09 | 7 января, 2009   | 10.5.6         | Universal      |
| iPhoto 9     | iLife '11 | 20 октября, 2010 | 10.6.3         | Intel (32 бит) |
| iPhoto 9.5   | -         | 22 октября, 2013 | 10.9           | Intel (64 бит) |
| iPhoto 9.6.1 | -         | 23 марта, 2015   | Intel (64 бит) |                |

-

### iOS
| Версия             | Дата релиза       | iOS |
| ------------------ | ----------------- | --- |
| iPhoto for iOS 1.0 | 2012, 7 марта     | 5.1 |
| iPhoto for iOS 1.1 | 2012, 19 сентября | 6.0 |
| iPhoto for iOS 2.0 | 2013, 22 октября  | 7.0 |